# 謝爾曼 (密蘇里州)
謝爾曼（英語：Sherman）是位於美國密蘇里州聖路易斯縣的非建制地區。

## 歷史
謝爾曼的郵局於1864年設立，其後於1980年停運。

## 地理
謝爾曼所處的海拔為高於海平面167米（即548英呎），而該地所採用的時區為UTC-6，即北美中部時區（CST）。同時該地設有夏令時間，為UTC-6調快一小時，即UTC-5（CDT）。